# Abbazia del Goleto
L'abbazia del Goleto è un complesso religioso, in parte ridotto in ruderi, situato a Sant'Angelo dei Lombardi: la sua costruzione risale al XII secolo e fu fondato da Guglielmo da Vercelli.

## Storia

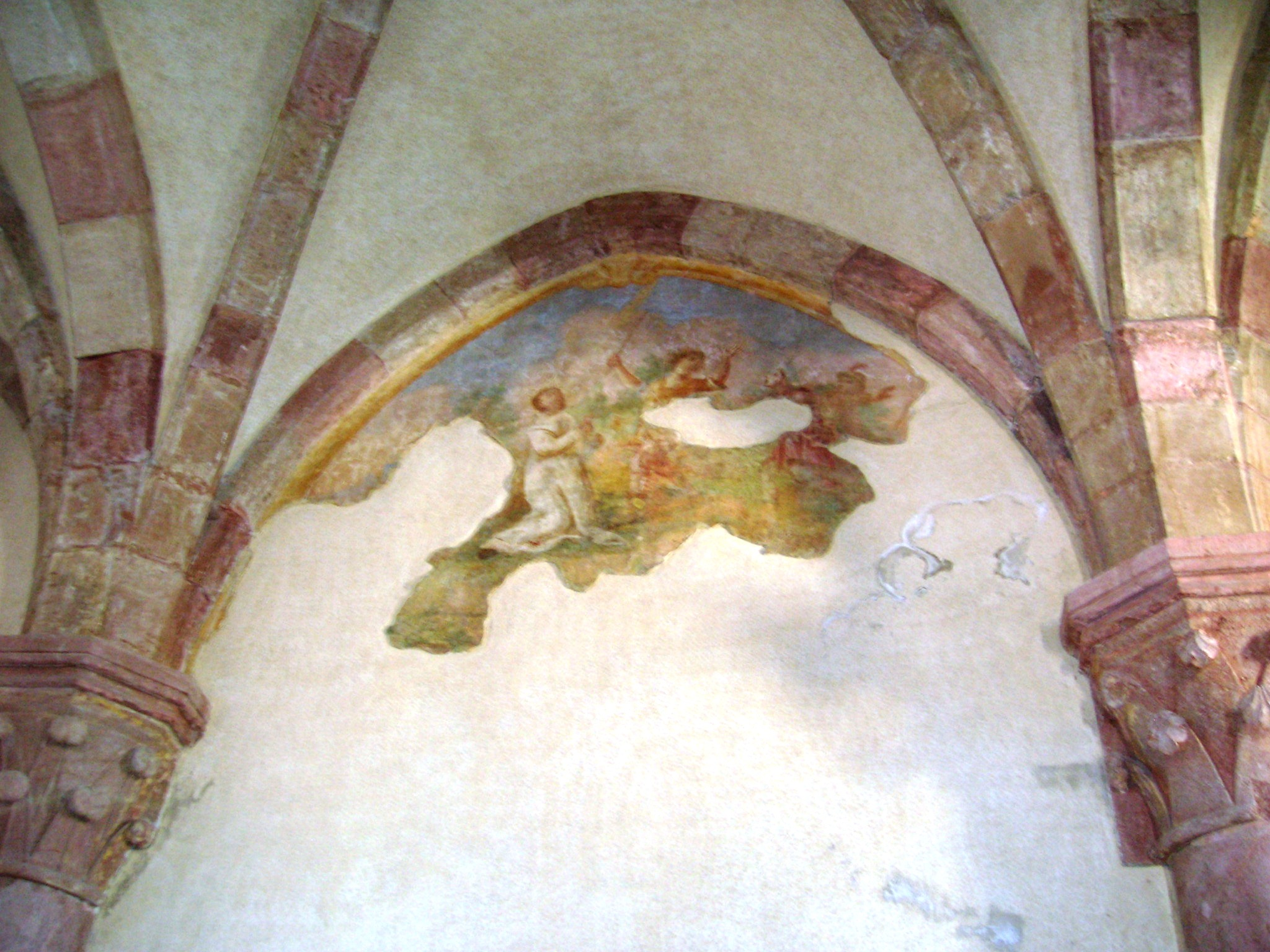
Affresco della chiesa di San Luca

Con l'arrivo di Guglielmo da Vercelli nell'Irpinia, si assistette alla costruzione di diversi monasteri, tra cui quello di Montevergine nel 1114; il santo giunse nella zona del Goleto, situato in una piana di Sant'Angelo di Lombardi, nel 1133 e dopo aver vissuto in una fessura di un albero, iniziò ad edificare un monastero femminile; tuttavia fu anche costruito un piccolo convento maschile, dove i monaci avevano il compito di vegliare e gestire economicamente le monache, che vivevano in clausura. Con il passare degli anni l'abbazia diventò ricca e potente, arricchendosi sia dal punto di vista artistico che di possedimenti terrieri: le principali fautrici del successo del monastero furono le abbadesse Febronia, Marina I, Marina II, Agnese e Scolastica.
Dopo due secoli di splendore, a partire dal 1348, a causa anche della peste, iniziò un lento declino, che si concluse con la decisione di papa Giulio II, presa il 24 gennaio 1506, di sopprimere il monastero, alla morte dell'ultima abbadessa: ciò avvenne nel 1515. In seguito, il monastero fu unito a quello di Montevergine e continuò ad esistere grazie alla presenza di alcuni monaci: iniziò quindi una lenta ripresa, che ebbe il suo culmine tra il XVII e XVIII secolo con il totale restauro del complesso e la costruzione di una chiesa, opera di Domenico Antonio Vaccaro. Con la soppressione degli ordini monastici voluta da Napoleone Bonaparte, anche l'abbazia del Goleto fu abbandonata nel 1807 e le spoglie di San Guglielmo spostate a Montevergine: negli anni fu depredata di tutti gli oggetti artistici e spartiti tra i vari paesi della zona, mentre le strutture si coprirono di rovi ed in parte crollarono; altri danni furono causati dal terremoto dell'Irpinia del 1980, che portò al cedimento degli archi della Chiesa Grande.
Solo a partire dal 1973, con l'intervento del Ministero per i beni e le attività culturali e della Sovrintendenza della Belle Arti di Avellino e Salerno, l'intera struttura è stata completamente restaurata, con i lavori guidati dall'architetto Carmine Gambardella; viene gestita dai Piccoli Fratelli di Gesù.

## Descrizione

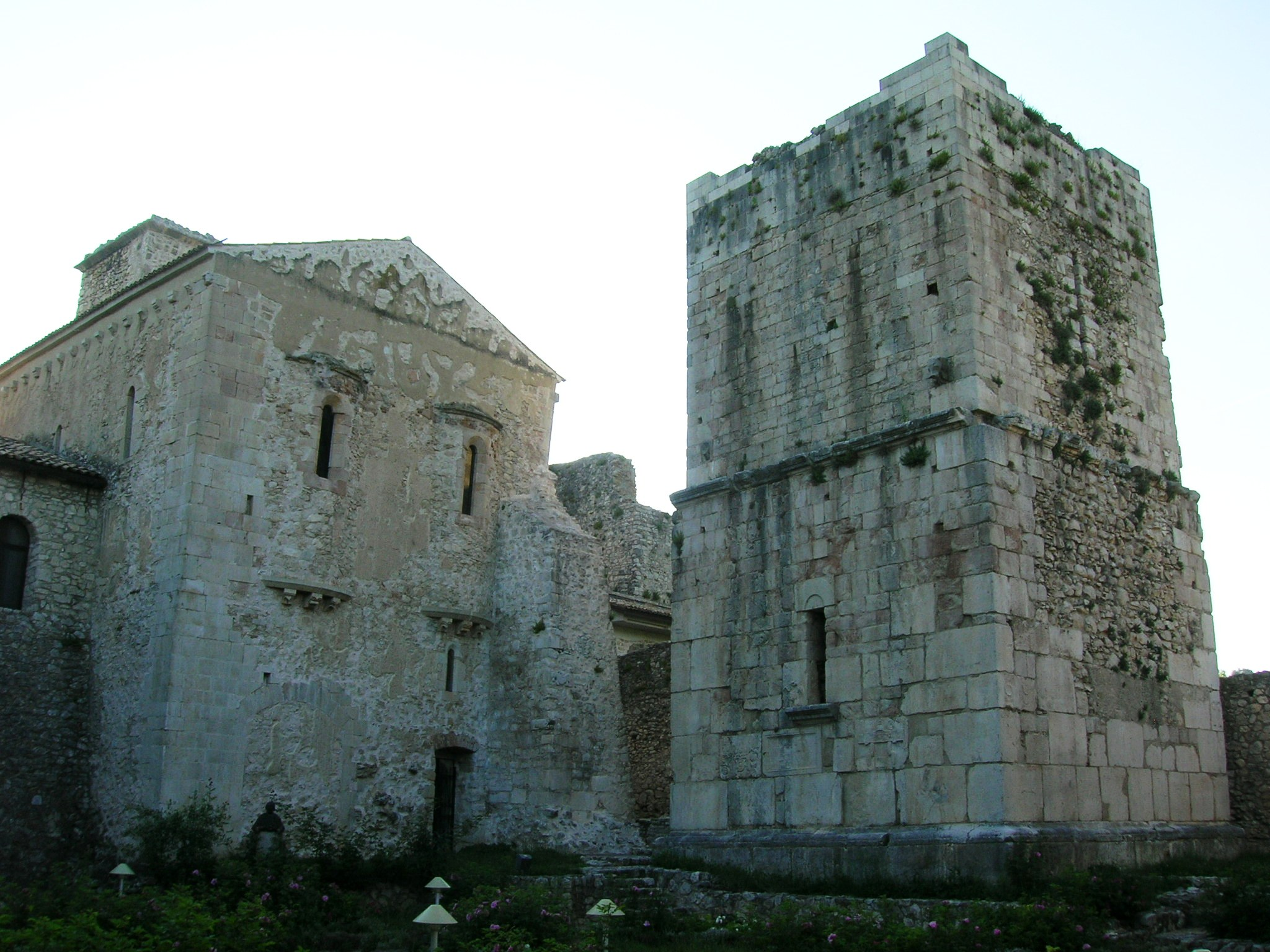
La Torre Febronia con la zona absidale

Il complesso religioso del Goleto si divide in diverse zone che comprendono chiese, chiostri e torri. La torre Febronia, così chiamata dal nome dell'abbadessa che ne volle la costruzione nel 1152 per difendere il monastero, è in stile romanico e molti dei blocchi utilizzati per la sua costruzione, che tra l'altro presentano numerosi bassorilievi, provengono da un mausoleo di epoca romana dedicato a Paccio Marcello. La torre, a cui si accedeva tramite un ponte levatoio, è a due piani e sul piano superiore presenta alcune statue sempre in stile romanico.
La chiesa inferiore, conosciuta anche come cappella funeraria, risale al 1200: è divisa in due navate le quali sono separate da colonne monolitiche con bassi capitelli; dalle colonne inoltre partono degli archi che reggono la crociera e terminano in altre colonne fissate nelle pareti laterali. Tutta la struttura è in chiaro stile romanico pugliese, anche se comunque differisce molto dall'impianto originario: mancano infatti le zone absidali. Al suo interno si conserva un sarcofago in pietra rossa, mentre da un accesso laterale si raggiunge l'area dove un tempo sorgeva la basilica del Salvatore, andata completamente perduta.

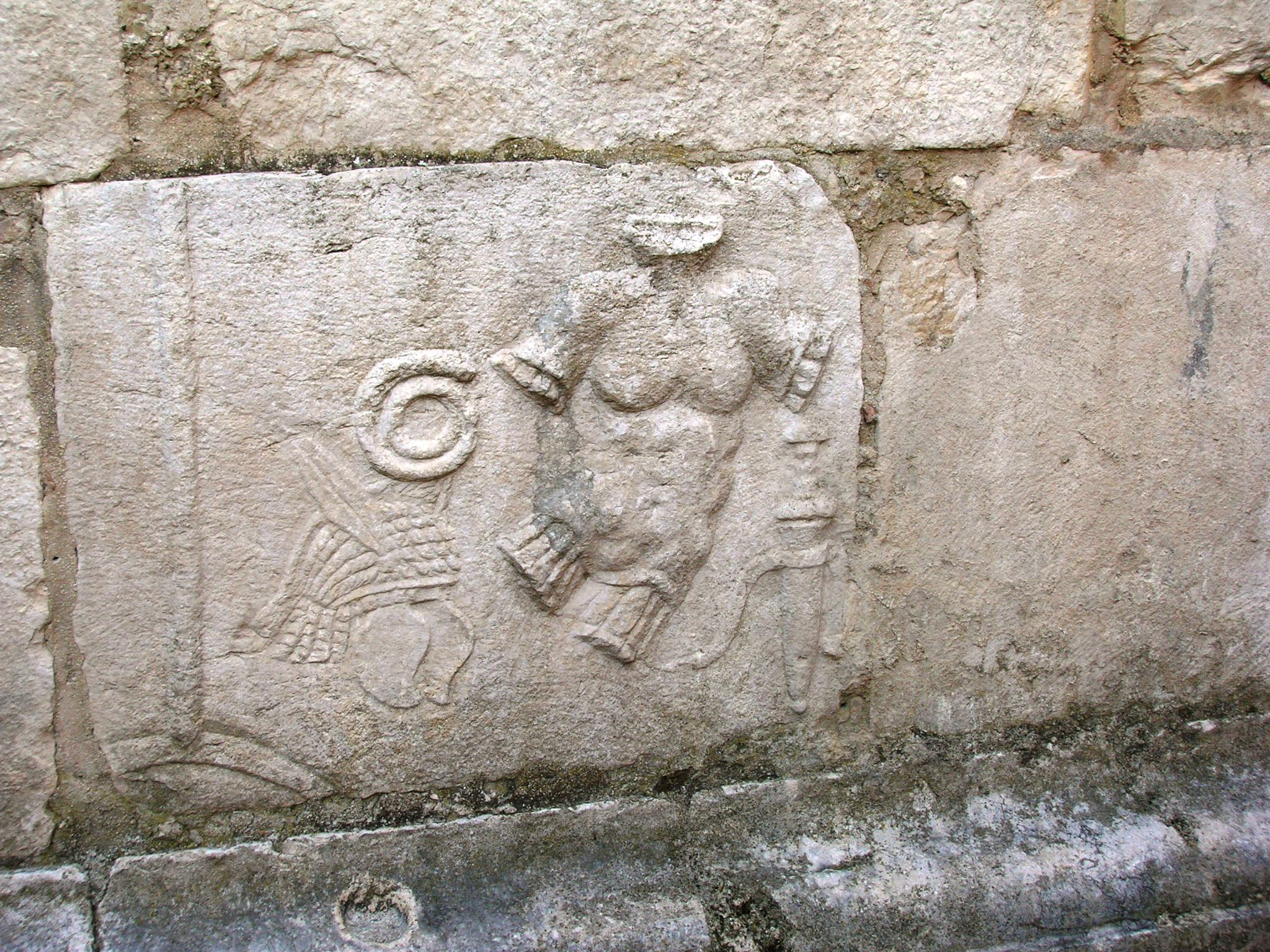
Bassorilievo

La chiesa superiore, o chiesa di San Luca, costruita nel 1255 è la principale opera del complesso del Goleto e si accede tramite una scala il cui corrimano raffigura un serpente con all'estremità la testa, con un pomo in bocca. La facciata presenta un portale ad arco a tutto sesto, sul quale sono riportate alcune scritte che ricordano la costruzione della chiesa per volere dell'abbadessa Marina II per ospitare le spoglie di san Luca, sormontato da un rosone a sei luci. All'interno la chiesa è divisa in due navate separate tramite due colonne, che sorreggono anche le coperture a crociera ogivale, le quali terminano in dieci colonne lungo le mura perimetrali; le colonne presentano basi ottagonali e capitelli decorati con foglie. Sono due gli altari presenti, di cui uno in marmo, sorretto da quattro colonnine, ognuna con capitello e basamento differente tra loro. Degli affreschi presenti rimangono solo poche tracce, come due medaglioni raffiguranti le abbadesse Scolastica e Marina e qualche tratto delle vita di san Guglielmo. All'esterno la chiesa si completa con due absidi con barbacani decorati con teste di animali.e motivi ornamentali.
La chiesa Grande fu edificata tra il 1735 ed il 1745 su disegno dell'architetto napoletano Domenico Antonio Vaccaro: si presenta priva della copertura, in parte crollata e in parte distrutta da un incendio e di alcuni archi, crollati a seguito del terremoto del 1980. La chiesa è a croce greca e presentava una cupola centrale: rimangono alcuni stucchi, soprattutto nei pressi delle nicchie e la pavimentazione, completamente restaurata.
La maggior parte delle decorazioni che rimangono visibili sono rappresentate da pietre scolpite come alcune figure di animali, risalenti al XII secolo e parzialmente rovinate, poste nei pressi dell'ingresso, il sarcofago che custodiva le spoglie di san Guglielmo, due figure romane ed una scultura, posta sul campanile, risalente al periodo augusteo.